# Cardisoma guanhumi
Cardisoma guanhumi hay còn được biết đến là cua cạn xanh là một loài cua cạn thuộc họ Gecarcinidae được tìm thấy ở vùng nhiệt đới và bán nhiệt đới thuộc vùng bờ biển và vùng đất dọc theo bờ biển Đại Tây Dương của châu Mỹ từ Brazil và Colombia cho đến vùng biển Caribbe tới Bahamas và phía Bắc bãi biển Vero, thuộc Florida

## Đặc điểm
Các loài này đa dạng về màu sắc từ màu xanh thẫm cho đến màu nâu hoặc màu xám lợt, chúng thể thể phát triển đến 11 cm chiều dài và nặng đến 500g, nhiều cá thể có thể đạt kích thước 35 cm, chúng có càng cua khác nhau, càng to, càng nhỏ, những cái càng lớn có thể phát triển chiều dài liên đến 15 cm. Cardisoma guanhumi là một loài ăn tạp, chúng ăn những chiếc lá rụng và trái cây từ những bụi bờ trên cạn, chúng cũng ăn luôn cả những con côn trùng và cũng là những kẻ ăn xác thối, giống nhiều loài cua cá, chúng là những kẻ ăn thịt đồng loại (Cannibalism), sẵn sàng tấn công và đánh chén những con cua khác Chúng cũng được biết đến là loài cua di cư theo mùa.